# Comuna Štefanje, Bjelovar-Bilogora
Štefanje este o comună în cantonul Bjelovar-Bilogora, Croația, având o populație de 2.030 de locuitori (2011).

## Demografie
Componența etnică a comunei Štefanje
     Croați (92,36%)
     Sârbi (6,21%)
     Necunoscut (0,99%)
     Neclasificat (0,44%)
Componența confesională a comunei Štefanje
     Catolici (87,54%)
     Ortodocși (8,47%)
     Fără religie și atei (1,28%)
     Necunoscută (1,72%)
     Alte religii (0,99%)
Conform recensământului din 2011, comuna Štefanje avea 2.030 de locuitori. Din punct de vedere etnic, majoritatea locuitorilor (92,36%) erau croați, cu o minoritate de sârbi (6,21%). Apartenența etnică nu este cunoscută în cazul a 0,99% din locuitori. Din punct de vedere confesional, majoritatea locuitorilor (87,54%) erau catolici, existând și minorități de ortodocși (8,47%) și persoane fără religie și atei (1,28%). Pentru 1,72% din locuitori nu este cunoscută apartenența confesională.